# Station Tenri

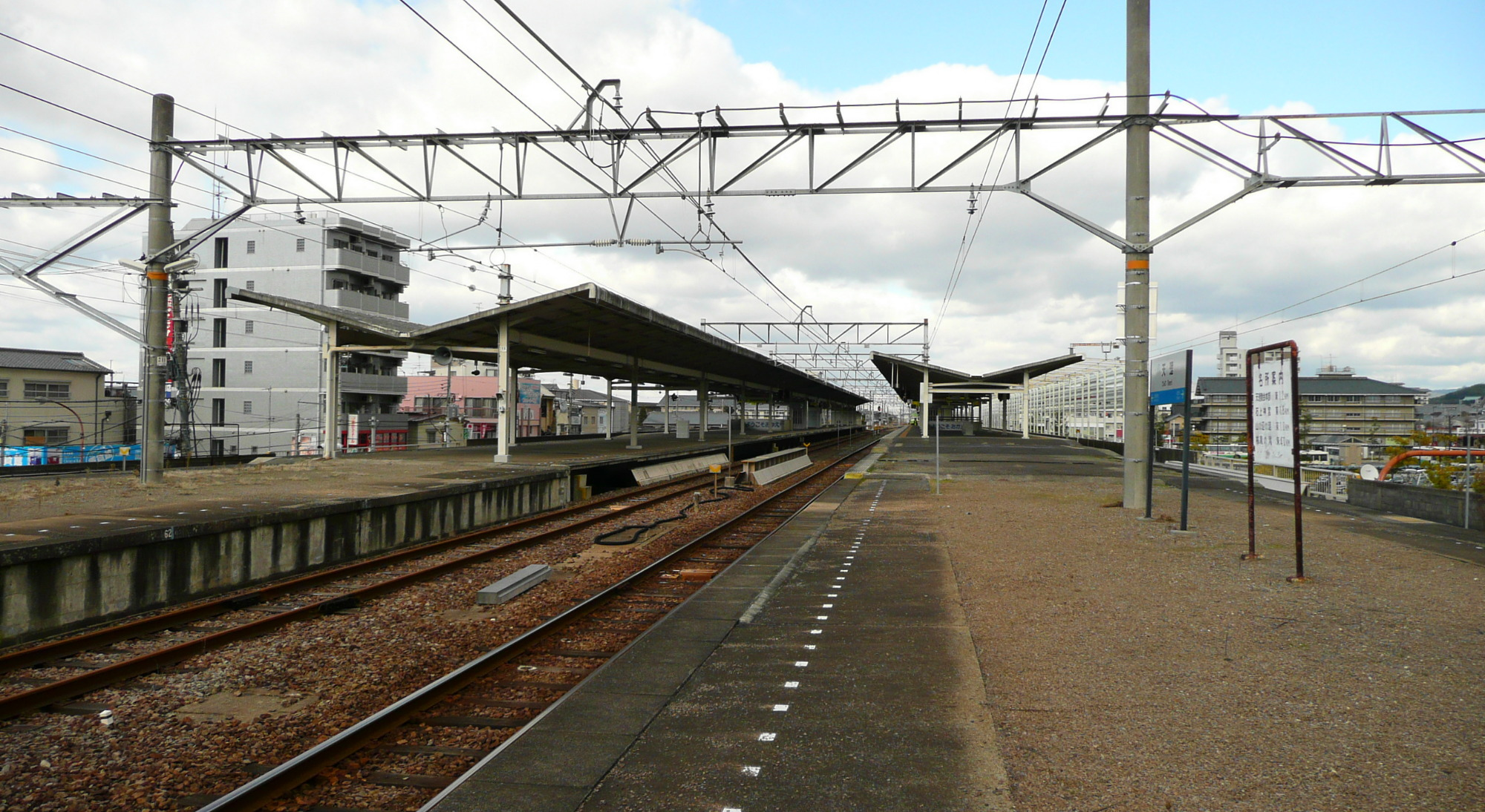
De perrons van JR

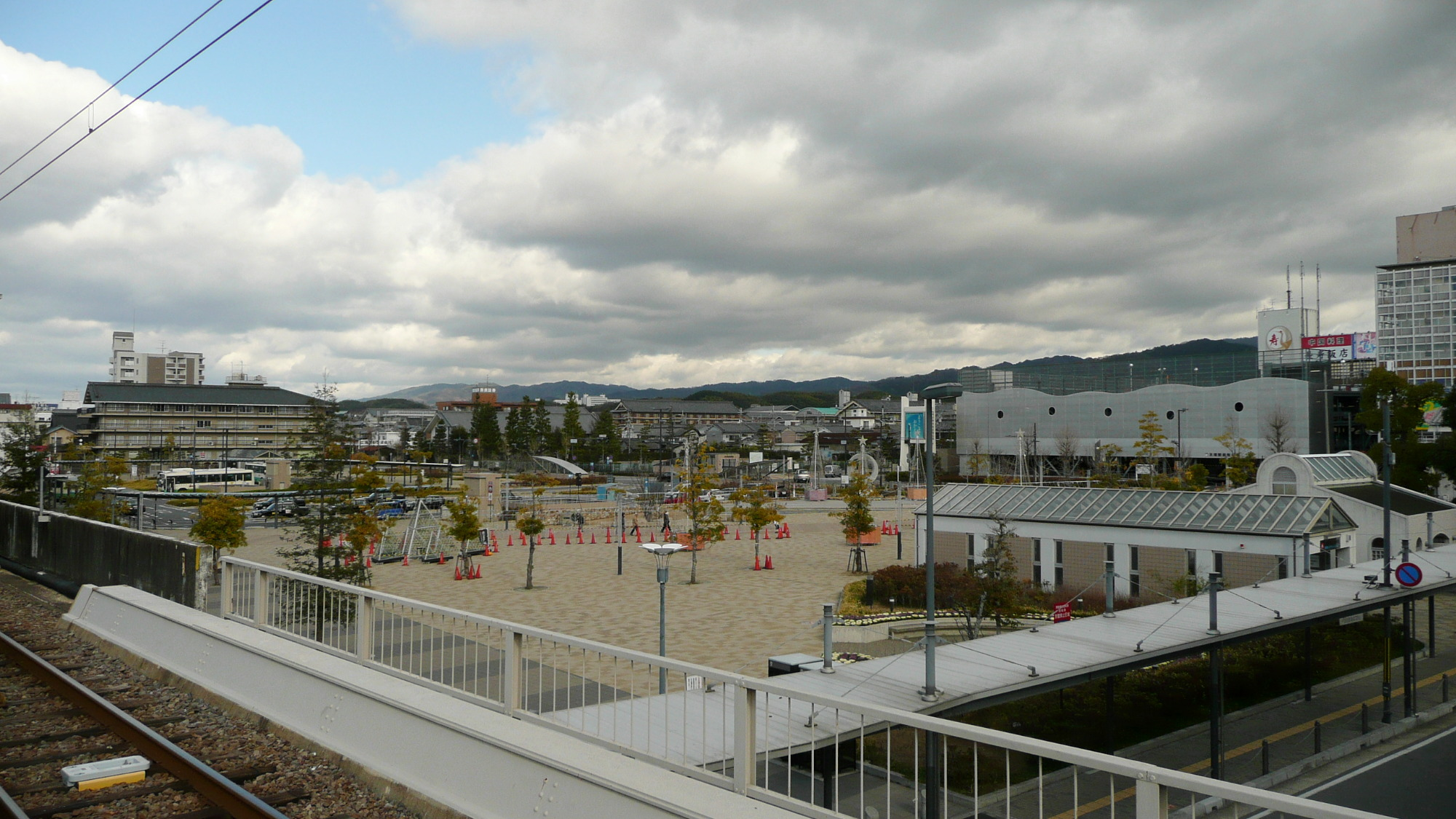
Het stationsplein

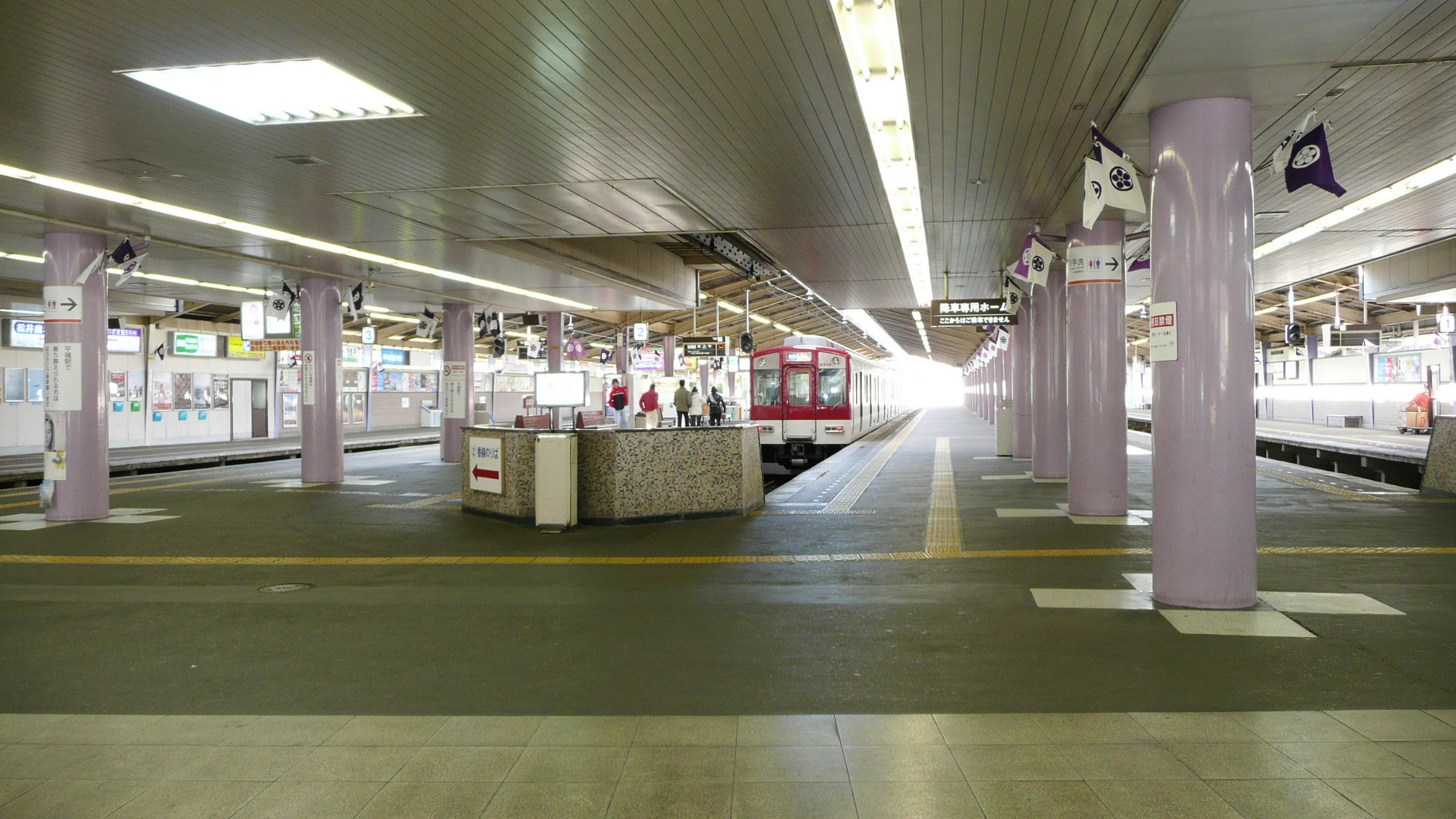
Het perron van Kintetsu

Station Tenri (天理駅, Tenri-eki) is een spoorwegstation in de Japanse stad Tenri. Het wordt aangedaan door de Sakurai-lijn (Manyō-Mahoroba-lijn) en de Kintetsu Tenri-lijn, welke hier haar eindstation heeft. Het station heeft in totaal zeven sporen, waarbij elke maatschappij haar eigen sporen heeft daar de stations haaks op elkaar staan.

## Lijnen

### JR West
Sporen 1 en 2 worden onregelmatig gebruikt.
| 3 | ■ Sakurai-lijn | richting Nara              |
| 4 | ■ Sakurai-lijn | richting Sakurai en Takada |

### Kintetsu
| 1,2,3 | ■ Tenri-lijn | richting Hirahata |

## Geschiedenis
Het station werd in 1898 onder de naam Tanbaichi geopend. In 1915, na de opening van de Kintetsu Tenri-lijn, kreeg het station de huidige naam. Tussen 1963 en 1965 heette het station Tenrishi.

## Overig Openbaar vervoer
Bussen van Nara Kōtsu en langeafstandsbussen richting de luchthaven Kansai en Tokyo Disneyland.

## Stationsomgeving
- Taishōike-park
- Hoofdplaats van het Tenrikyo-geloof
  - Tenri Universiteit
  - Bibliotheek van Tenri
- Isonokami-schrijn

Nara · Kyōbate · Obitoke · Ichinomoto · Tenri · Nagara · Yanagimoto · Makimuku · Miwa · Sakurai · Kaguyama · Unebi · Kanahashi · Takada